# Округ Пуласки (Џорџија)
Округ Пуласки (енгл. Pulaski County) је округ у америчкој савезној држави Џорџија.

## Демографија
По попису из 2010. године број становника је 12.010, што је 2.422 (25,3%) становника више него 2000. године.
| Група             | 2000.         | 2010.         |
| Белци             | 5.932 (61,9%) | 7.494 (62,4%) |
| Афроамериканци    | 3.287 (34,3%) | 3.824 (31,8%) |
| Азијати           | 33 (0,3%)     | 105 (0,9%)    |
| Хиспаноамериканци | 270 (2,8%)    | 465 (3,9%)    |
| Укупно            | 9.588         | 12.010        |